# Guyún
Vincente Gonzalez Rubiera (Santiago de Cuba, 27 de outubro de 1908 -  Havana, 29 de setembro de 1987) foi um escritor, compositor e guitarrista cubano.
Mudou para Havana com a intenção de estudar medicina, porém, começou a tocar violão para ganhar a vida e assim, iniciou os estudos com a guitarra. Com formação clássica, desenvolveu modernos conceitos em harmonia, aplicando as técnicas clássicas na música popular cubana. Escreveu La guitarra: su Técnica y Harmonia,  Diccionario de acordes e Un nuevo panorama de la modulación y su Técnica.